# Paul Charles Chocarne-Moreau

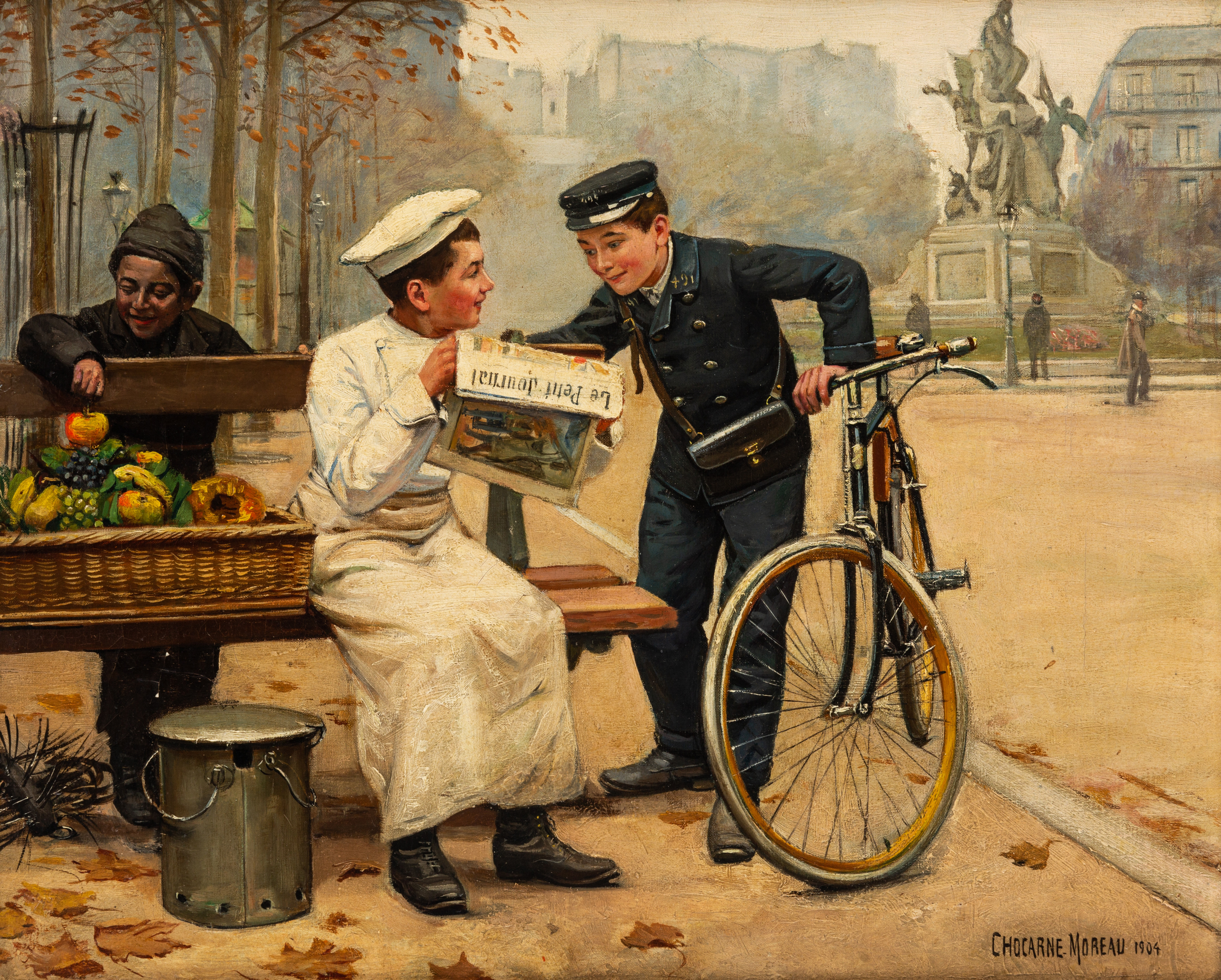
Le Petit Journal, um 1900

Paul Charles Chocarne-Moreau (* 31. Oktober 1855 in Dijon; † 5. Mai 1930 in Neuilly-sur-Seine) war ein französischer Genremaler.
Paul Chocarne wurde in einer Künstlerfamilie geboren. Er war Cousin des Bildhauers Mathurin Moreau. Paul Chocarne studierte an der École des Beaux-Arts in Paris bei Tony Robert-Fleury und William Bouguereau. 
Er debütierte 1882 im Salon der Société des Artistes Français und stellte dort ab diesem Datum ziemlich regelmäßig unter dem Namen Paul Chocarne-Moreau aus. Im Jahr 1900 erhielt er eine Medaille 2. Klasse. Er wurde 1906 zum Ritter der Ehrenlegion ernannt.
Chocarne-Moreau war spezialisiert auf Genremalerei. Fast alle seine Bilder zeigten komische Szenen vom Alltag der Pariser Straßen mit immer denselben Gestalten: jungen Konditorlehrlingen, Schornsteinfegern, Ministranten, schmutzigen Gassenjungen und Schulkindern. Erwachsene traten nur selten auf, dann meist Geistliche.